# Fabio Van Den Bossche
Fabio Van den Bossche (Gand, 21 settembre 2000) è un ciclista su strada e pistard belga che corre per il team Alpecin-Deceuninck; è professionista dal 2020.

## Palmarès

### Strada
- 2017 (Juniores)

Classifica generale Keizer der Juniores
- 2018 (Juniores)

Classifica generale Sint-Martinusprijs Kontich

### Pista
- 2017

Campionati europei, Americana Junior (con Nicolas Wernimont)
Campionati belgi, Americana Junior (con Nicolas Wernimont)
Campionati belgi, Corsa a punti Junior
- 2018

Campionati europei, Omnium Junior
Campionati europei, Americana Junior (con Nicolas Wernimont)
Campionati belgi, Corsa a punti
Campionati belgi, Derny
- 2020

Three Days Aigle, Corsa a punti
Three Days Aigle, Corsa a eliminazione
- 2021

Three Days Aigle, Americana (con Kenny De Ketele)
Belgian Track Meeting, Corsa a eliminazione
- 2022

Campionati belgi, Omnium
- 2023

Grenchen, Corsa a punti
Grenchen, Scratch
- 2024

Six Days Gent

## Piazzamenti

### Grandi Giri
- Giro d'Italia

2024: 107º
2025: 100º

### Classiche monumento
- Giro delle Fiandre

2020: 67º
2021: 109º
- Liegi-Bastogne-Liegi

2023: 88º

### Competizioni mondiali
- Campionati del mondo su pista

Montichiari 2017 - Inseguimento a squadre Junior: 12º
Montichiari 2017 - Americana Junior: 5º
Aigle 2018 - Inseguimento a squadre Junior: 8º
Aigle 2018 - Omnium Junior: 7º
Pruszków 2019 - Inseguimento a squadre: 9º
Berlino 2020 - Omnium: 16º
Roubaix 2021 - Omnium: 8º
Saint-Quentin-en-Yvelines 2022 - Corsa a punti: 3º
Saint-Quentin-en-Yvelines 2022 - Americana: 3º
Glasgow 2023 - Omnium: 8º
Glasgow 2023 - Corsa a punti: 3º
Ballerup 2024 - Corsa a punti: 5º
Ballerup 2024 - Americana: 2º
- Campionati del mondo su strada

Fiandre 2021 - In linea Under-23: 84º
Wollongong 2022 - In linea Under-23: 28º
- Giochi olimpici

Parigi 2024 - Inseguimento a squadre: 8º
Parigi 2024 - Americana: 10º
Parigi 2024 - Omnium: 3º

### Competizioni europee
- Campionati europei su pista

Anadia 2017 - Inseguimento a squadre Junior: 7º
Anadia 2017 - Corsa a punti Junior: 2º
Anadia 2017 - Corsa a eliminazione Junior: 8º
Anadia 2017 - Americana Junior: vincitore
Aigle 2018 - Inseguimento a squadre Junior: 4º
Aigle 2018 - Americana Junior: vincitore
Aigle 2018 - Omnium Junior: vincitore
Gand 2019 - Inseguimento a squadre Under-23: 2º
Gand 2019 - Omnium Under-23: 7º
Gand 2019 - Americana Under-23: 5º
Apeldoorn 2019 - Scratch: 10º
Apeldoorn 2019 - Americana: 12º
Fiorenzuola d'Arda 2020 - Omnium Under-23: 3º
Fiorenzuola d'Arda 2020 - Americana Under-23: 5º
Apeldoorn 2021 - Omnium Under-23: 2º
Apeldoorn 2021 - Americana Under-23: 6º
Grenchen 2021 - Omnium: 2º
Monaco di Baviera 2022 - Americana: 3º
Monaco di Baviera 2022 - Omnium: 6º
Grenchen 2023 - Americana: 7º
Apeldoorn 2024 - Americana: 5º
Apeldoorn 2024 - Omnium: 3º
- Giochi europei

Minsk 2019 - Inseguimento a squadre: 7º
Minsk 2019 - Omnium: 6º
Minsk 2019 - Americana: 4º